# Yazdan Yazdanpanah
Yazdan Yazdanpanah, né le 27 décembre 1965 à Chiraz (Iran), est un médecin gastro-entérologue et infectiologue franco-iranien, PU-PH en maladies infectieuses à la faculté de médecine de l'université de Paris, chef du service de maladies infectieuses et tropicales de l'hôpital Bichat-Claude-Bernard de l'Assistance publique - Hôpitaux de Paris, directeur de l'ANRS, de l'institut thématique I3M de l'Inserm (immunologie, inflammation, infectiologie et microbiologie) et membre du Conseil scientifique Covid-19.

## Biographie
Fils d'un ingénieur des ponts et chaussées, né à Chiraz, il grandit en Iran dans une famille francophone. En 1980, alors que la guerre contre l'Irak menace, il est envoyé en France et poursuit son cursus scolaire en internat à Nice (Sophia-Antipolis), où ses parents le rejoindront plus tard. 

### Carrière médicale
Il poursuit des études de médecine à l'université de Montpellier, puis réalise son internat au CHRU de Lille. En 1993, il effectue son service national comme coopérant à Saint-Louis au Sénégal, où il est confronté à la bilharziose, maladie endémique dans de nombreux pays d’Afrique, ce qui détermine sa vocation d'infectiologue.
De retour à Lille, il exerce au département des maladies infectieuses du CHRU, sous la direction du professeur Yves Mouton. Pendant deux ans à l'École de santé publique d'Harvard, il se spécialise dans les évaluations économiques des politiques de santé et obtient un master d'épidémiologie en 2000. Il passe ensuite un diplôme d'études spécialisées en maladies infectieuses et tropicales et une thèse à l'école doctorale de santé publique de l'université de Bordeaux en 2002. Il obtient un poste de professeur des universités et praticien des hôpitaux à la faculté de médecine de Lille, puis devient chef de service des maladies infectieuses et du voyageur du centre hospitalier Gustave-Dron à Tourcoing entre 2006 et 2011, où il est confronté à l'épidémie de SRAS puis à la pandémie de H1N1. 
Il est ensuite nommé en 2012 à l'hôpital Bichat-Claude-Bernard AP-HP à Paris comme chef de service des maladies infectieuses et tropicales. 
Entre 2012 et 2019, il participe à de nombreux  projets de recherche clinique publiques ou privés avec l’industrie pharmaceutique (traitements VIH ou VHC). A ce titre, différents acteurs de l'industrie pharmaceutique ont déclaré aux autorités de régulation 389 liens d'intérêt au total pour un montant cumulé de 134 773 €.
À partir de 2017, il devient directeur de l'Institut thématique d'immunologie, inflammation, infectiologie et microbiologie de l'Inserm, et de REACTing (REsearch and ACTion targeting emerging infectious diseases), un consortium multidisciplinaire créé par l'Inserm et l'Aviesan, « rassemblant des équipes et laboratoires  afin de préparer et coordonner la recherche pour faire face aux crises sanitaires liées aux maladies infectieuses émergentes ».
Le 8 décembre 2020, il reçoit pour l'équipe de REACTing le prix Opecst-Inserm qui récompense l'impact sociétal.
Le 1er janvier 2021, il est nommé directeur de la nouvelle agence Agence nationale de recherches sur le sida et les hépatites virales,, issue du rapprochement de l'ANRS et de REACTing.
Yazdan Yazdanpanah est membre de l’équipe DeSCID « Decision Science In Infectious Disease Prevention, Control and Care » au sein de l’unité Inserm IAME UMR1137 qu’il a dirigée jusqu’en 2020 à l’Université Paris Diderot, co-chair de « Global Research Collaboration for Infectious Disease Preparedness (en) » (GLOPID-R), Chair de Board de « The European & Developing Countries Clinical Trials Partnership (en) » (EDCTP), membre du Conseil scientifique Covid-19 et a été membre du Care (Comité analyse recherche et expertise) de mars à juillet 2020.

### VIHethépatite C
Il dirige de 2011 à 2020 une équipe de recherche au sein de l'unité Inserm IAME UMR 1137 à l'Université de Paris (anciennement université Paris-Diderot). Avec ses collaborateurs, il se consacre à l'évaluation de l'impact clinique et économique des interventions de prévention et de prise en charge des maladies infectieuses, du VIH et du virus de l'hépatite C notamment, en France et dans les pays à ressources limitées. Il a été membre de plusieurs instances à l'ANRS (avant sa fusion avec REACTing) dans le domaine de la recherche clinique, épidémiologique et communautaire sur le VIH et les hépatites.
Il a participé aux travaux des groupes chargés d'élaborer des recommandations nationales pour la prise en charge du VIH ainsi qu'à ceux concernant les hépatites virales. Il a collaboré à des programmes de distribution d'antirétroviraux en Afrique.
Le Pr Yazdanpanah a été l’investigateur de nombreux essais cliniques académiques et industriels sur le VIH et les hépatites.

### Ebolaet autresmaladies infectieuses émergentes
À l'Hôpital Bichat-Claude-Bernard, son service a été l'un des trois sites franciliens de référence pour la prise en charge des patients exposés au MERS Coronavirus et à Ebola. Il est impliqué dans des groupes de travail de l'OMS sur les aspects cliniques et thérapeutiques de maladies infectieuses et émergentes.
De 2017 à 2020, il a dirigé le consortium REACTing (Research and action targeting emerging infectious diseases), dont l'objectif est de coordonner les recherches en période d'épidémie, comme cela a été le cas pour Ebola et pour la maladie à virus Zika. Entre 2015 et 2019, il participe à des recherches sur le virus Ebola, et notamment à des essais cliniques académiques évaluant l'efficacité d'antiviraux comme le favipiravir du fabricant Toyama Chemicals, le Remdesivir du laboratoire Gilead (GS-5734) et le ZMapp de Mapp Pharmaceuticals, mais aussi les vaccins rVSVΔG-ZEBOV-GP, Ad26.ZEBOV et MVA-FN-Filo en Afrique de l’Ouest et en Afrique centrale.

### Pandémie de Covid-19
Le service des maladies infectieuses qu'il dirige à Bichat se retrouve en première ligne lors de la pandémie de Covid-19, accueillant notamment le premier cas officiellement dépisté sur le territoire national français et le premier cas hors Europe en provenance de Chine, qui deviendra le 14 février 2020 le premier décès de la maladie en France de même que le premier décès répertorié en dehors du continent asiatique. Il est nommé au Conseil scientifique Covid-19 le 11 mars et au Comité analyse recherche et expertise (CARE) entre mars et juillet 2020. Le Pr Yazdanpanah contracte la Covid-19 fin mars 2020 et se retrouve hospitalisé dans le service qu'il dirige  à l'hôpital Bichat. Guéri, il reprend le service mi-avril.
REACTing, puis l’ANRS Maladies infectieuses émergentes, dont il est directeur, prennent une part active dans la recherche contre la Covid-19 en facilitant les actions de coordination, d’animation et de soutien de projets de recherche français et internationaux, ainsi qu’en promouvant le partage d’informations.
Alors qu'il fait partie du Conseil scientifique Covid-19, la base de données gouvernementale Transparence-Santé a rendu public le fait que Yazdan Yazdanpanah a bénéficié d'avantages et de rémunérations de la part des laboratoires (Merck, ViiV Healthcare (en), Johnson & Johnson, etc.), pour un montant de plus de 130 000 € ; le président du Conseil fait toutefois observer qu'il ne s'agit pas d'un conflit d'intérêt puisque les experts ne se sont pas positionnés sur les traitements contre la Covid-19.
Le 23 janvier 2020, il estime qu'« il n'y aura pas d'épidémie en France ».

### Vie personnelle
Il est marié et père de deux enfants.
Entre 2012 et 2019, différents acteurs de l'industrie pharmaceutique ont déclaré aux autorités de régulation 389 liens d'intérêt au total avec Yazdan Yazdanpanah pour un montant cumulé de 134 773 €. Depuis 2017, il a arrêté toute expertise rémunérée avec l’industrie pharmaceutique[réf. nécessaire].